# 緑玉紳士
緑玉紳士(りょくたましんし)は、2004年のクレイアニメ作品である。原題『MONSIEUR GREENPEAS』、栗田やすお第一回監督作品。監督ただ一人で、4年半という時間をかけて作られた自主制作アニメでもある。

## ストーリー
主人公のメガネ屋・グリーンピースは、商売道具の変テコメガネがいっぱいつまったトランクを悪魔族の親玉・ジョーカーに盗まれ、それを取り返すため計らずも異界へワープしてしまう。行く手に立ちはだかる奇妙で間抜けな悪魔族の一味たち・・・。

## キャスト（声の出演）
- グリンピース - ワタナベイビー
- ジョーカー・O・アンドラス - 我修院達也
- ピンキー・スティングマン - 田中要次